# Battlefield 2142
Battlefield 2142 (ook afgekort als BF2142) is een computerspel uit de serie Battlefield. Het is in Europa uitgebracht op 20 oktober 2006 en in de Verenigde Staten op 18 oktober 2006. DICE heeft het spel ontwikkeld en het werd uitgegeven door EA Games. Het is beschikbaar voor de pc en Mac. Volgens EA Games zijn er sinds de uitgave meer dan 1 miljoen rondes gespeeld.

## Het verhaal
In het begin van het jaar 2138 raakten 's werelds grootste machten hevig versterkt, klaar om te strijden om de laatste stukken land en grondstoffen. De Europese Unie verwachtte een invasie door de PAC (Pan Asian Coalition, bestaande uit Rusland, Midden-Oosten en India), de coalitie van Aziatische landen, op de rijke vlaktes van Noord-Afrika. De EU concentreerde haar goederen rond de Middellandse Zee, klaar om de Unie van de Afrikaanse staten bij te staan. Een inval van twee PAC-bataljons in Egypte leek erop dat de EU gelijk had, maar deze aanvallen waren slechts afleidingen, bedoeld om de wereld af te leiden van het hoofddoel van de PAC: het vernietigen van de militaire macht van de basistroepen van de EU die nog steeds in Europa zaten.
Na de overwinning op de EU-troepen in Europa was de weg vrij voor de PAC om de EU aan te vallen op het door de EU gecontroleerde Afrikaanse land. In februari 2142 vormde de EU de 'Mediterrane Muur', een lijn van verdediging langs de Noord-Afrikaanse kust van Marokko tot Egypte. Ondertussen had de PAC aanvalsplannen bedacht onder de codenamen Kupalo, Dazhbog en Perun, deze waren bedoeld om een aantal punten snel in te nemen voordat de hoofdmissie van de PAC van start ging, operatie 'Motherland', een ingewikkelde en grote aanval op het Afrikaanse continent.

## Mogelijkheden
Dit is een lijst van enkele mogelijkheden die genoemd zijn in het bericht, geplaatst op 21 maart 2006 in het EA/DICE-netwerk.
- 64 spelers in één map.
- Rangensysteem uit Battlefield 2 is er ook bij.
- Mogelijkheid om met 'Conquest'- en 'Titan'-modus een spel anders te spelen. Zie Gameplaysectie hieronder.
- Mechs, grote tanks op poten. Ook wel 'Battlewalkers' (strijdlopers) genoemd.
- Actieve camouflage, een bepaalde speler kan zichzelf tijdelijk onzichtbaar maken. Tijdens de camouflage kan de speler geen enkel wapen gebruiken.
- Verontwikkelde persoonlijke wapens van verschillende typen, zie de wapensectie hieronder.
- Granaten met een elektromagnetische puls, bedoeld om het voertuig voor een paar seconden niet te laten functioneren.
- Vliegtuigen, verticaal opstijgende vliegtuigen, gevechtstoestellen en transporttoestellen.
- De mogelijkheid om de soldaat meer dan 1500 verschillende combinaties van wapens en handigheden te voorzien.
- Aanvalscontainers, bevinden zich in een APC, een gepantserde troepenwagen. Soldaten kunnen in dergelijke containers plaatsnemen. Dan kan de persoon gelanceerd worden, om zo boven op een Titan te kunnen komen.

## Gameplay
Voordat het spel begint krijgt de speler een laadscherm waarop een kaart van het speelveld (map) te zien is en wat voor type het is. Met types wordt bijvoorbeeld een dubbele aanval bedoeld, hierin hebben de twee partijen evenveel controlepunten in bezit, ze moeten die van de ander bestormen. Ook wordt er in het laadscherm uitgelegd wat de aanleiding van deze strijd is, waarom de partijen juist op dat speelveld tegenover elkaar staan en wat de vijandelijkheden zijn.
Als het speelveld geladen is, moet de speler een team kiezen. In een speelveld staan twee teams tegenover elkaar om tegen elkaar te vechten. Tevens moet de speler een kit kiezen. Een kit is een in het spel vastgelegde samenstelling van wapens, zoals de engineerkit. Deze kit bestaat uit een mes, een machinegeweer en een antitankwapen. De antitankkit is de enige kit met een antitankwapen, hiermee kunnen pantservoertuigen en tanks kapotgemaakt worden. In het beginscherm kan de speler ook bepaalde 'unlocks' bij zijn kit stoppen, unlocks zijn bonussen die je kan vrijspelen door rangen omhoog te gaan. Een voorbeeld van een unlock is een beter wapen.
Ook is er een grote map te zien met allemaal witte punten, deze punten worden in het spel 'spawnpunten' genoemd, vrij vertaald: terugkeerpunten. Als de speler dood is, kan deze op een van deze punten weer terechtkomen en verder spelen.
Bij de speelmanier in Battlefield 2142 is de bekende 'conquest'-modus nog steeds aanwezig. Maar er is een nieuwe speelmanier ontwikkeld: de 'Titan'-modus, waar men met maximaal 64 spelers in kan spelen. De spelers moeten de Titan van de tegenstander vernietigen, terwijl ze hun eigen Titan verdedigen. Een Titan is een groot vliegend oorlogsschip met verschillende wapens aan boord, het kan zich bewegen over het strijdveld. In het jaar 2142 wordt gemeten hoe sterk je leger is door het aantal Titans te tellen. Dit is vergelijkbaar met onze tijd, waar we het aantal vliegdekschepen tellen dat een leger heeft. De teamcommandant krijgt de mogelijkheid om de Titan te besturen. Titans kunnen bestormd worden door infanterie, nadat de schilden naar beneden zijn. De schilden worden langzamerhand zwakker door raketten die afgevuurd worden vanuit een controlepunt. Het is afhankelijk welk team een dergelijk controlepunt bezit waar de raket naartoe gaat. Als team 1 de post heeft, gaat de raket naar de Titan van team 2. Een raketpunt moet ten minste 2 minuten in het bezit zijn van een team voordat er een raket afgevuurd wordt. Om te winnen moet de Titan door de raketten verder worden vernietigd of van binnenuit opgeblazen worden, dit gaat door middel van infanterie te laten vechten binnenin de Titan. De infanterie moet eerst 4 controlepunten vernietigen voordat ze de hoofdreactor kunnen vernietigen. Als de hoofdreactor vernietigd is ontploft de Titan.

### Mappen
Er zijn onder andere de volgende speelwerelden (mappen):
In Europa
1. Bridge at remagen (Northern Strike)
2. Port Bavaria (Northern Strike)
3. Liberation of leipzig (Northern Strike)
4. Highway Tampa (Op het Arabische schiereiland)
5. Minsk
6. Belgrade
7. Fall of berlin
8. Verdun
9. Cerbere Landing
10. Wake Island (In de Grote Oceaan)

In Afrika
1. Camp gibraltar
2. Suez kanaal
3. Tunis Harbor
4. Sidi Power Plant
5. Shuhia Taiba
6. Operation Shingle

### Infanterieklassen
Battlefield 2142 heeft vier verschillende klassen, dat is minder dan in Battlefield 2 (zeven klassen) en Battlefield 1942 (vijf klassen). De klassen kunnen gemakkelijk beschreven worden als een combinatie van een aantal Battlefield 2-klassen:
1. Recon (Verkenning), een combinatie van de sniper en de Speciale Eenheden.
2. Engineer (Genist), een combinatie van antitank en ingenieur.
3. Assault (Aanvaller), een combinatie van aanval – gewoon soldaat – en hospik.
4. Support (Ondersteuning), traditionele ondersteuning en de mogelijkheid om munitiepakketten uit te delen; kan ook sentryguns bouwen (stationeerbare wapens).

### Wapens
Dit zijn de wapens die iedereen kan spelen. Hier zitten de vrij te spelen bonussen niet bij.

#### Wapens van de Pan-Aziatische Coalitie (PAC)
Algemeen
- BJ-2 Gevechtsmes
- Takao T20 Pistool
  - Omdat dit pistool op korte afstand zeer precies is, is het het laatste redmiddel in een confrontatie.

Sniper (sluipschutter)
- Park 52 Sniper Rifle
  - Dit wapen geeft een gelijkwaardige hoeveelheid kracht en precisie als het scherpschuttersgeweer van de EU, de Moretti SR4, dit komt onder andere door een speciaal voor dit geweer gemaakte kogel van 14mm. Het is gemaakt met de laatste metaaltechnologie, waardoor de Park 52 de terugslag goed tegengaat, dit gebeurt door een schokbrekende loopchassis  gemaakt met een combinatie van plastic en staal. De goede telescoop zorgt ervoor dat de sluipschutter een ver zicht heeft.

Assault (aanval)
- Krylov FA-37 AR
  - Dit wapen wordt gebruikt door de frontsoldaten en is vrijwel gelijk aan de Europese concurrent. De Fa-37 vuurt pantser-doorborende kogels af met veel terugslag door zijn lage gewicht. De Fa-37 is wel erg effectief in winteromgevingen, dankzij ingebouwde temperatuursensor. Hoewel dit wapen zeer schadelijk is, is het minder precies wanneer het staat in automatische modus, daarom wordt het ook meer gebruikt met de preciezere enkelschotmodus.

Engineer (genist)
- Malkov RK-11 SMG
  - Stukken lichter dan zijn EU-concurrent dankzij het verstevigde stuk is de RK-11 effectief in dichte omgevingen doordat hij een hoge vuursnelheid gebruikt om meerdere raakpunten te realiseren. Net zoals de EU-concurrent lijdt de RK-11 aan grote stopsnelheid op grote afstand.
- Sudnik VP
  - Dit antitankwapen vuurt een enkel optisch geleide raket af met een gevormde lading die door iets minder dan een meter staal kan. De meerdere stappen van de gevormde lading zorgen ervoor dat de lading diep in het staal door kan dringen zonder dat er veel wapeneffectiviteit verloren gaat.

Support (ondersteuning)
- Shuko K-80 LMG
  - Net zoals zijn EU-concurrent, de FA-6, geeft de K-80 onbetaalbare ondersteuning voor aanvalsoperaties door aanhoudend vuur. Het schiet kleine hulsloze kogels af, waardoor er meer munitie mee kan, wat ervoor zorgt dat er niet regelmatig herladen moet worden. Net als de FA-6 is de K-80 meer precies wanneer hij op de poten gezet wordt.

#### Wapens van de Europese Unie (EU)
Algemeen
- BJ-2 Gevechtsmes
- P33 Pereira Pistol
  - Omdat dit pistool op korte afstand zeer precies is, is het het laatste redmiddel in een confrontatie.

Sniper (sluipschutter)
- Morretti SR4 (Sniper Rifle 4)
  - Dit geweer is de volgende generatie snipergeweren, hij maakt gebruik van een semiautomatische configuratie, hoog kaliber kogel en telescopisch zicht zodat doelen die zich op een geringe afstand of een lange afstand bevinden uit te schakelen. Bij het geweer is de loop gemaakt van gecarboniseerd metaal om de thermische schade te verkleinen, dit zorgt voor maximale precisie. Ondanks de hoge terugslag door het grote kaliber, is meestal één schot voldoende om te doden.

Assault (aanval)
- SCAR 11 (AR)
  - De gecombineerde voordelen van verschillende VS- en EU-wapenfabrikanten is de SCAR 11 het standaardwapen geworden in de EU. Dit is dankzij zijn goede vuurkracht en mogelijkheid om in koud weer te functioneren, zelfs in polaire klimaten, dit komt doordat er een warmtevoorziening ingebouwd zit die ervoor zorgt dat het niet bevriest. De SCAR 11 wordt elektronisch afgevuurd en kan dankzij speciale kogels zelfs door de nieuwste lichaamsbescherming heen dringen.

Engineer (genist)
- Turcotte Rapid SMG (Sub Machine Gun)
  - Dit wapen is eerst gebruikt in de wetversterking, maar later ook gebruikt door de militaire strijdkrachten als persoonlijk verdedigingswapen. De Turcotte combineert de schadelijkheid van een standaardaanvalswapen, de automatische capaciteit van een machinegeweer en de draagbaarheid van een pistool. Het geweer is geladen met een klein kaliber, bescherming doorborende kogels. Dit zorgt ervoor dat dit wapen niet precies is en weinig effectief op lange afstand, maar zijn hoge mate van vuur maakt het een effectief wapen in dichte gevechten.
- Mitchell AV-18 Anti-Vehicle
  - Dit wapen kan zelfs het dikste pantser perforeren en gigantische schade toebrengen. Dit moderne antivoertuigwapen is ontworpen als antwoord op de nieuwere pantserontwerpen. Het is gemaakt van polyminium, een nieuw op titanium gebaseerd materiaal, hierdoor is het wapen erg licht, waardoor er meer munitie in kan.

Support (ondersteuning)
- Bianchi FA-6 Light Machine Gun
  - Dit wapen is zeer effectief als gever van pressievuur dankzij zijn lange vuurduur. Dit wapen is gemaakt van hittebestendig materiaal, waardoor hij minder snel oververhit is, dit zorgt voor snel en onderbroken vuurkracht. Met de pootjes is de Bianchi FA-6 zeer precies uit de liggende positie.

## Ranked Servers
Een speler die zich online geregistreerd heeft kan in de ranked servers, officiële servers van EA, punten halen voor o.a. het doden van spelers en het helpen van teamgenoten. Als hij een bepaald aantal punten heeft bereikt, gaat hij een rang omhoog. Hoe hoger hij komt, hoe meer recht hij heeft op de functie van commandant. Ook kan je betere wapens vrijspelen, wat betekent dat je bij een bepaald aantal punten een wapen kan kiezen dat beter is.
In Nederland is er één bedrijf met een ranked-licentie: i3D.

## Ontvangst
| Beoordeeld door | Platform | Datum            | Score |
| --------------- | -------- | ---------------- | ----- |
| PC Powerplay    | Windows  | 25 oktober 2006  | 89%   |
| Game Chronicles | Windows  | 23 oktober 2006  | 88%   |
| ActionTrip      | Windows  | 20 oktober 2006  | 85%   |
| FZ              | Windows  | 15 oktober 2006  | 80%   |
| 3DAvenue        | Windows  | 29 oktober 2006  | 80%   |
| UOL Jogos       | Windows  | 27 oktober 2006  | 80%   |
| GotNext         | Windows  | 29 november 2006 | 80%   |
| Gameguru Mania  | Windows  | 4 november 2006  | 75%   |
| FiringSquad     | Windows  | 24 oktober 2006  | 73%   |
| Maximum PC      | Windows  | 15 december 2006 | 70%   |